# Joe Borg
Pour les articles homonymes, voir Borg.
Joe Borg, né le 19 mars 1952 à Malte, est un homme politique maltais  et un diplomate. Il est commissaire européen chargé de la pêche et des affaires maritimes dans la Commission Barroso I entre 2004 et 2010.
Avant d'occuper le poste de commissaire chargé de la pêche et des affaires maritimes, il était ministre des affaires étrangères et dirigeait les négociations d'adhésion de Malte à l'Union européenne.

## Biographie
Après des études à l'Université de Malte, Joe Borg décrocha un diplôme de notaire en 1974 et un doctorat en droit en 1975. Il a aussi obtenu une maîtrise en droit au pays de Galles en 1988. Sa carrière débuta comme conseiller juridique auprès de sociétés et de personnes morales ; parallèlement il fut chargé de cours à l'Université de Malte.  
Il arrêta ses activités de conseiller en 1988,date à laquelle il obtint un poste de maître de conférences à l'Université de Malte en droit des sociétés et en droit industriel et européen. À la même époque il crée la direction des Affaires européennes au sein du ministère des Affaires étrangères, direction dont il aura la charge de 1989 à 1995. Il devint membre du directoire de la Banque centrale de Malte en 1992.

### Carrière politique
Joe Borg est membre du Parti nationaliste dont il fut le secrétaire international en 1997. 
Sa carrière politique commence à partir de 1995 avec un mandat de député. Son parti gagna les élections législatives en 1998.
- 1995-2004 : membre de la Chambre des représentants
- 1998-1999 : secrétaire parlementaire au ministère des affaires étrangères

### Carrière ministérielle
Dans l'opposition, il fut membre du cabinet fantôme chargé de l'industrie et de l'impact des politiques de l'Union européenne. 
Avec la victoire de son parti, le Parti nationaliste, aux élections législatives de 1998, il obtint le poste de ministre des Affaires étrangères en 1999.
- 1999-2004 : ministre des affaires étrangères
- 1996-1998 : membre du cabinet fantôme, chargé de l'industrie et de l'impact des politiques de l'Union européenne

### Carrière européenne
Il créa la direction des Affaires européennes au sein du ministère des Affaires étrangères, direction dont il aura la charge de 1989 à 1995.
Élu député, en 1995, il fut membre, jusqu'en 1998 du cabinet fantôme de Malte chargé de l'industrie et de l'impact des politiques de l'Union européenne. 
Joe Borg fit son entrée dans la Commission européenne (Commission Prodi) le 1er mai 2004 lorsque son pays adhéra à l'Union européenne.  Depuis le 22 novembre 2004, il est chargé de la pêche et des affaires maritimes dans la Commission Barroso I.   
En tant que commissaire européen, il a été le fer de lance de la politique maritime intégrée de l'UE et des mesures innovantes dans le domaine de la pêche, notamment par la participation des parties prenantes et la lutte contre les activités de pêche illégales visant à assurer la durabilité du secteur. Cependant, jusqu'à présent, la politique européenne de la pêche n'a pas atteint la durabilité. 
Joe Borg a suscité une forte  controverse parmi les groupes environnementaux car il s'est opposé farouchement à l'interdiction de la vente du thon rouge, le Bluefin , un poisson de plus en plus rare qui se vend des milliers de livres sterling au Japon. Sa position sur le thon rouge est liée au fait que cette industrie fait gnagner 100 millions d'euros par an à Malte. Borg a déclaré au quotidien  "Times of Malta" que " c'est grâce à mon travail  acharné  et à celui de mes collaborateurs que de nombreuses propositions acceptées par la Commission ont pris en compte les sensibilités maltaises" .
Peu de temps après la fin de son mandat de commissaire à la pêche en 2010, il a été nommé président de l'Académie méditerranéenne d'études diplomatiques  et a repris à enseigner à l'Université de Malte.

### Statut Civil
Joe Borg est marié à Isabelle et a deux enfants Joseph et Clara.

### Doctorat Honorifique
Borg a reçu un doctorat honorifique de l'Université d'Essex en juillet 2003

## Publication
1995:  Il est auteur de la Loi maltaise sur les sociétés.

## Voir également